# Сьогунат Мінамото
Сьогунат Мінамото — перший всеяпонський військово-феодальний уряд верховно аристократичного правління, що діяв протягом 1192—1333 рр. Заснований родом Мінамото. Столиця знаходилася в місті Камакура. Сьогунат проіснував 142 роки — за цей час його очолювали одинадцять правителів: три сьогуна з клану Мінамото, два — з клану Фудзівара. Останні шестеро правителів були імператорськими принцами крові. В історії цей період отримав назву період Камакура.

## Утворення нового політичного центру
Однією з визначальних рис нового етапу історії Японії було утворення нового політико-адміністративного центру на сході країни, в районі Канто. В кінці періоду Хейан Мінамото-но Йорійосі, в тоді ще мало відомому селі, побудував храм бога війни Хатімана, якого шанували як божество-охоронця роду Мінамото. Мінамото-но Йосітомо, батько Мінамото-но Йорітомо, неподалік від родового храму, в Камакура, побудував свій палац. Мінамото-но Йорітомо в 1180 році вирішив там же заснувати свою військову ставку «уряд в наметовому штабі» (бакуфу). Йорітомо побудував новий храм Цуругаока Хатімангу, палац Окура і проклав вулиці. Його найближчі соратники також побудували свої палаци неподалік. Таким чином, наприкінці XII століття в Японії утворилося відразу два політичних центри в різних районах країни, що стало визначальною рисою всього історичного періоду.

### Боротьба Мінамото-но Йорітомо за владу

Йорітомо Мінамото засновник сьогунату Камакура і перший його правитель (в 1192—1199)

Творцем першого в історії Японії сьогунату (бакуфу) вважається Мінамото-но Йорітомо, але в історіографії він називається Мінамото-Ходзьо бакуфу. Саме Ходзьо заклали основи васальних відносин і заснованої на них адміністративної системи. Крім того, власне сьогунський рід Мінамото перервався після смерті 3-го сьогуна Санетомо (молодшого сина Йорітомо), і наступні шість сьогунів походили з вищих аристократичних будинків Хейан. Доля Мінамото-но Йорітомо досить типова для свого часу. Батько Йорітомо був одружений з донькою Фудзівара-но Суенорі, що наблизило його до імператорського дому, особливо до імператора Тоба, який згодом відрікся від влади. Майбутній сьогун жив і виховувався в столиці. Після загибелі батька і братів в Хейдзі-но ран в 1160 році Йорітомо був змушений тікати, але був спійманий і засланий на півострів Ідзу — традиційне місце заслання. У 13 років хлопчик не просто втратив батька, сім'ю, звичне оточення, а й став головою будинку Мінамото, що накладало великі зобов'язання.
Оточення Йорітомо в Ідзу становили Іто Сукетіка і Ходзьо Токімаса, які виконували обов'язки його охоронців. Близькість до району Канто — місцевості, де будинок Мінамото мав давню і міцну підтримку, визначили його подальшу долю. Ймовірно, ще одним важливим фактором стало його одруження в 1177 році на Ходзьо Масако, дочці Токімаса. У 1180 році принц Мотіхіто звернувся до воїнів Мінамото, з проханням виступити проти Тайра. За підтримки Ходзьо Токімаса Йорітомо почав війну, що завершився повним розгромом Тайра.

### Конфлікт всередині будинку Мінамото

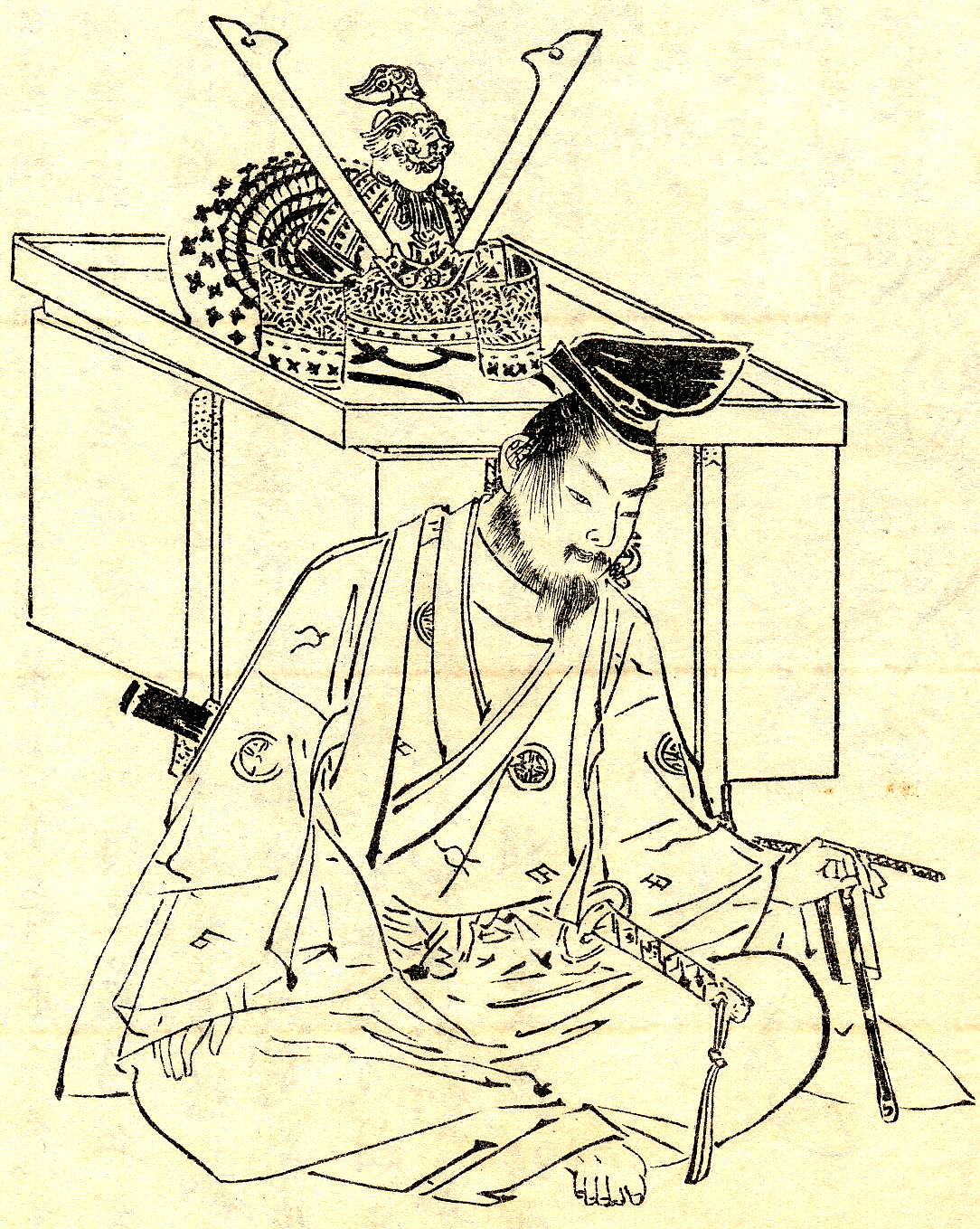
Мінамото-но Йосіцуне — дев'ятий син Мінамото-но Йосітомо та молодший звідний брат сьогуна Мінамото-но Йорітомо

Напруженість в державі погіршувалася конфліктом в будинку Мінамото. Мінамото-но Йосіцуне був 9-м сином Йосітомо і однокровним братом Йорітомо. До 15 років він ріс і виховувався в Курама-дера, недалеко від Хейан. Потім так само, як і старший брат, він був змушений тікати, знайшовши притулок на півночі країни в провінції Муцу в Хіраїдзумі у Фудзівара-но Хідехіра (рід північних Фудзівара або осю Фудзівара, не був пов'язаний родинними узами з Фудзівара секканке, але мав тісні кровні зв'язки з місцевими північними родами Абе і Кійохара).
Йосіцуне виступив на стороні брата в 1180 році в його боротьбі проти Тайра-но Кійоморі, і відразу продемонстрував неабиякий полководницький талант. Саме тактичні рішення Йосіцуне дозволили розбити велику за чисельністю армію Тайра, і змусили останніх покинути столицю. Після цієї блискучої перемоги Йосіцуне став командувачем армії Мінамото, і його політичне значення в державі помітно зросло. Він мав успіх при дворі: екс-імператор Госіракава не приховував до нього свого розташування і призначив його главою кебіісіте («поліцейського управління»), попередньо не повідомивши бакуфу.
Необережна згода Йосіцуне викликала невдоволення Йорітомо, що призвело до його заміни на посаді командувача військами Мінамото іншим з братів, Норійорі. Однак після низки невдач нового командувача, Йосіцуне знову отримав наказ очолити війська, в результаті чого він лискуче провів бій при Данноура.
Як не парадоксально, успіх Йосіцуне розгнівав Йорітомо до такої міри, що він навіть не допустив брата в Камакура, коли той збирався доставити туди полоненого Тайра-но Мунеморі.
Йосіцуне ще якось намагався відновити стосунки і направив братові лист, в якому запевняв його у своїй відданості і вірній службі. Але, як часто буває, в конфлікт втрутилася третя сторона, екс-імператор Ґо-Сіракава, який переслідував власні політичні інтереси. Він наказав Йосіцуне виступити проти «бунтівника» Йорітомо, і таким чином він спровокував відкритий конфлікт між братами. В результаті, Йосіцуне був змушений бігти, ховаючись спочатку в горах Йосіно, а потім на півночі, в провінції Муцу, у свого давнього покровителя. Цікаво, що під час «війни гемпей» (між Мінамото і Тайра) Фудзіварі-но Хідехіра в Муцу вдалося зберегти нейтралітет. Проте, невдовзі Хідехіра помер, і дім очолив його син Ясухіра, який під тиском Йорітомо виступив проти Йосіцуне. В 1189 році у віці 30 років Мінамото-но Йосіцуне покінчив життя самогубством.
Після того, як Фудзівара-но Ясухіра привіз голову Йосіцуне, Йорітомо спробував знайти привід для початку військових дій проти осю Фудзівара і звернувся до двору за отриманням наказу про покарання «бунтівників», які переховували від розшуку Йосіцуне. Двір такого дозволу не дав. Екс-імпіратор Ґо-Сіракава, намагався послабити Йорітомо, скориставшись конфліктом між братами, все ще сподіваючись досягти своєї мети. У 1189 році Йорітомо, так і не отримавши розпорядження двору, виступив проти Фудзівара на чолі загону в одну тисячу вершників. Йорітомо знадобилося менше місяця, щоб придушити опір: його загін увійшов в Хіраїдзумі — столицю володінь Фудзівара — і взяв у полон Ясухіро. Тоді двору нічого не залишалося, як визнати правильність дій Йорітомо. Двір видав указ про покарання Фудзівара. Прекрасне місто, створене трьома поколіннями Фудзівара, було зруйноване, а провінції Муцу і Дева увійшли до володінь Мінамото-но Йорітомо.

## Політико-адміністративний устрій сьогунатів
Однією з головних вимог Мінамото-но Йорітомо до екс-імператора Ґо-Сіракава було надання йому права особисто призначати дзіто — «керуючих земельним володінням», і сюго — «військових губернаторів провінції». Установа цих двох адміністративних посад була необхідна, головним чином, для врегулювання пов'язаних з земельними володіннями протиріч між хейанською аристократією і воїнами, які використовували «право сильного» в період «війни гемпей». У районах Канто і частині Кінай нова посадова система почала працювати в 1190—1199 рр.

### Встановлення контролю над земельними володіннями

Камон роду Тайра «Агэха-тё»
(揚羽蝶) — метелик махаон

Термін дзіто вперше з'явився в IX столітті, але означав вид земельного володіння, а не посаду людини. Однак уже в XI столітті в ряді документів, пов'язаних з сьоен, рекомендувалося звертатися до дзіто, щоб вирішити ту чи іншу спірну ситуацію. У 60-80 роках XII столітті будинок Тайра призначав в свої володіння дзіто з числа відданих васалів, щоб підтримувати порядок і стежити за збором податку. Тоді це нововведення стосувалося виключно земельних володінь Тайра, але з 1185 року влада бакуфу отримали право призначати дзіто в усі володіння як аристократії, так і церкви.
Власники сьоен змушені були погодитися з появою в їх володіннях сторонніх «контролерів», здебільшого воїнів Канто. В сьоен дзіто (назва посади керуючого приватним або суспільним господарством):
• збирав податок для власника сьоен;
• мав право судити та карати за нетяжкі злочини;
• очолював адміністрацію володіння і мав право призначати її чиновником даної;
• був відповідальний за всі роботи в сьоен, будівництво і підтримку іригаційних споруд, доріг. За це дзіто отримував спадкове право на володіння ділянкою землі в підвідомчому йому сьоен.
Для бакуфу, що володів військовою силою, було важливо не стільки юридичне право на володіння землею, скільки встановлення свого реального контролю в тому чи іншому сьоен і, зрозуміло, на провінційному рівні. Для цього і треба було введення посади сюго, хоча вона теж не була новою. В епоху Хейан існували тимчасові посади орьосі і цуйбусі — спеціальних контролерів або керуючих, які призначалися імператором в особливих випадках (військових конфліктах, земельних суперечках). Як правило, на ці посади обиралися представники місцевої знаті. Сюго мали наступні обов'язки:
• набір воїнів провінції для вартової служби, і для служби на час воєнних дій;
• підтримання порядку в провінції і, у випадках необхідності, арешт злочинців.
На ці посади, які в більшості випадків ставали спадковими, призначалися найбільш віддані воєначальники сьогуна, часто вже займали якісь посади в провінційних управліннях. Такими були глави будинків Міура, Тіба, Ояма. Сюго, володіючи військовою силою, під приводом переслідування злочинця вторгались в сьоен, привласнювали собі землі арештованого, або просто захоплювали ті чи інші ділянки.
Зважаючи на все, введення адміністративних посад дзіто і сюго давало можливість бакуфу встановити певний контроль над землями і людьми, хоча протягом усього існування першого сьогунату управління як земельними володіннями, так і провінціями зберігалося, здебільшого, в руках колишніх власників.

### Формування васальних відносин

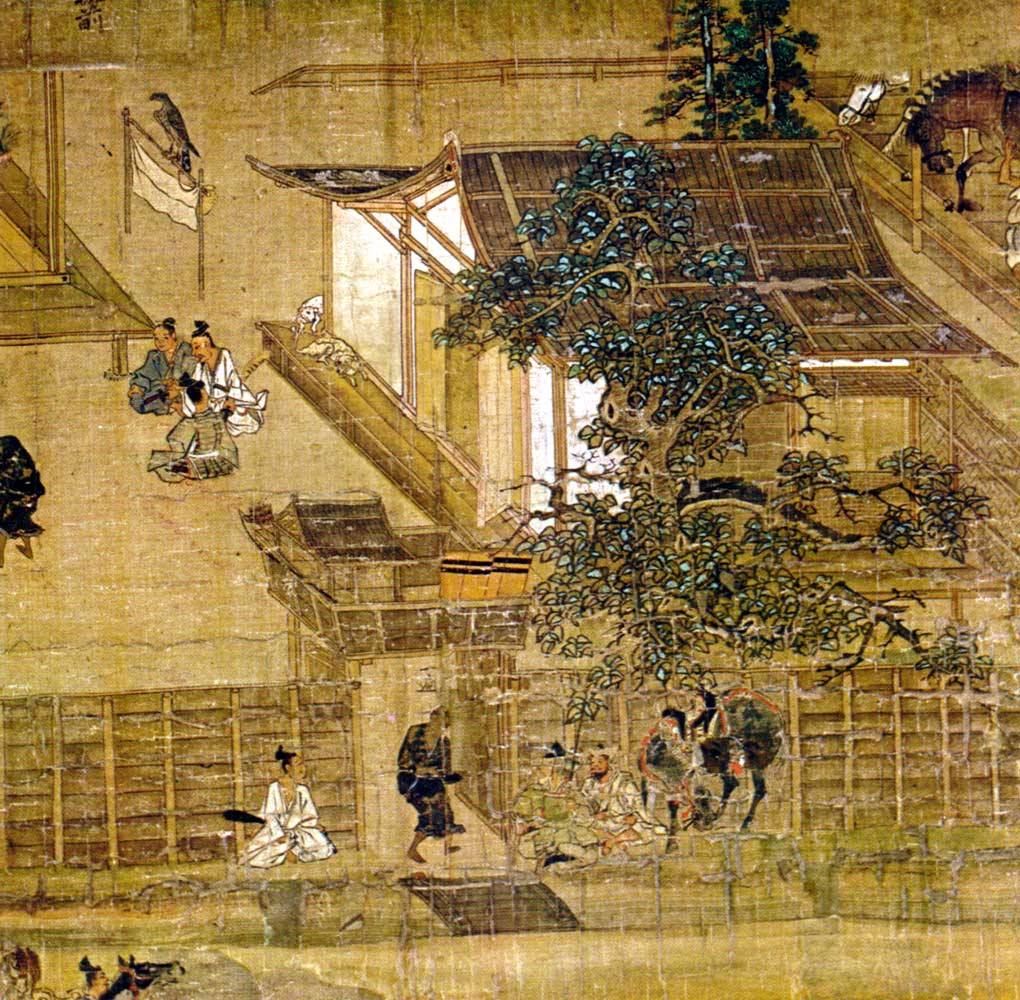
Вхід ло садиби гокеніна у 13 столітті.

Гокенін (яп. «людина знатного дому», «слуга роду») — самурай, який перебуває у прямій васальній залежності від аристократичного роду або сьогуна у Японії X—XIX ст. Гокенін — ввічлива форма слова кенін (家人), яким з X століття позначали домашніх слуг знатного походження, що прислуговували столичній аристократії або були васалами регіональних самурайських родів. З XI століття гокеніни виступали основною бойовою силою цих родів і називалися «молодецькою дружиною» (郎党, рото). Вони мали під своїм командуванням декількох кінних лучників, зазвичай родичів, і піхотинців незнатного походження. В обов'язки гокенінів на службі сьогуна входило:
• нести сторожову службу у імператорському палаці;
• здійснювати охорону палацу сьогуна в Камакура;
• охороняти кордони країни від вторгнення чужинців;
• виконувати військову службу у разі збройної агресії — війни.
За це сьогун, в свою чергу, повинен був забезпечити їм гоон — охорону непорушності земельного володіння, до якого могли приєднуватися додаткові ділянки винагородою за службу.

### Двоїста (дуалістична) структура влади

Герб роду Фудзівара

Хоча Мінамото-но Йорітомо прагнув затвердити свою владу в рамках політичної системи Камакура бакуфу, він не мав наміру при цьому ліквідувати владу імператорського дому. Така подвійність владних структур була відображенням складних процесів, що відбувалися у той час в японському суспільстві.
Успішна кампанія проти північних Фудзівара (осю сейбацу) була настільки переконливим доказом військової могутності Мінамото-но Йорітомо, що в 1192 році вийшов імператорський указ, що дарував йому титул сейі тайсьогун. Забігаючи вперед, необхідно відзначити, що Йорітомо йде у відставку з поста сьогуна в 1195 році з тим, щоб отримати більш високий пост в загальнодержавній ієрархії — утайсьо (глави внутрішньої палацової варти). Це демонструє, що для Йорітомо було, як і раніше, важливо вписатися в існуючу ієрархічну систему імператорського палацу. Так само, як Тайра-но Кіьоморі, Йорітомо мріяв стати дідусем імператора, і таким чином, легітимним співправителем в державі. У 1195 році йому вдалося видати дочку за імператора Готоба. Але мріям не судилося збутися через швидку смерть доньки. У 1196 році Йорітомо повернувся в Камакура. Фоном цих подій став його конфлікт з його найстарішим соратником, представником столичної аристократії Кудзьо Канедзане, дочка якого також була однією з дружин імператора. Кудзьо Канедзане став сессьо в 1186 році. Він був прихильником співпраці імператорського двору і бакуфу, навіть є свідчення, що нібито саме він сприяв виходу імператорського указу про присвоєння титулу сейн тайсьогун Йорітомо в 1192 році. Однак в 1196 році політична кар'єра Кудзьо Канедзане завершилася, він втратив всі титули і посаду глави будинку-клану.

### Адміністративна система бакуфу
Сьогунат (бакуфу) — політична система, в рамках якої тенно залишався верховним жерцем сінто і єдиним офіційним, номінальним главою держави. Вся політична і економічна влада згідно з новим законодавством зосереджувалося в руках сьогуна. Сьогунська ставка (бакуфу) була розташована в місті Камакура на березі затоки Сагамі, а при дворі імператора в Кіото заведено посаду легального сьогунського наглядача — міністра для зв'язків із режимом Камакури.
Подібно більшій частині аристократичних сімей, будинок Мінамото мав свою систему управління людьми і землями. Її елементами були, по-перше, утворене у 1180 році самурай докоро, крім виконання військових і поліцейських функцій, вони розпоряджалися справами васалів Мінамото — гокенін; по-друге, юридичне відомство монтюдзьо, створене в 1184 році, яке займалося судовими справами; по-третє, мандокоро, створене в 1190 році для вирішення загальноадміністративних питань. Поступово ці відомства одного будинку-клану почали працювати в більш широких, загальнодержавних масштабах. Таким чином до кінця XII століття були фактично створені всі головні інститути управління бакуфу.
Крім того, були створені відомства в районах, які необхідно було тримати під постійним контролем. В імператорській столиці була заснована посада Кьото сюго (свого роду, військовий губернатор Кіото), в зону діяльності, якого входила не тільки столиця, а й західна частина країни. На Кюсю був призначений тіндзей бугьо. Район, приєднаний після військового походу на північ 1189 року почав керуватися з 1195 року осю собугьо. На ці посади призначалися найбільш вірні васали Мінамото-но Йорітомо.
Однак при цьому загальнодержавна система управління рицурьо, обтяжена інститутами епохи інсей, також збереглася. Таким чином, влада двору (куге сейкен) і влада військового стану (буке сейкен) продовжували існувати паралельно. Обидві складні розгалужені владні структури мимоволі взаємодіяли, оскільки жодна з них не була в змозі повністю взяти верх. Ця вимушена взаємодія була однією з найхарактерніших рис першого сьогунату.

### Поява інституту сіккен

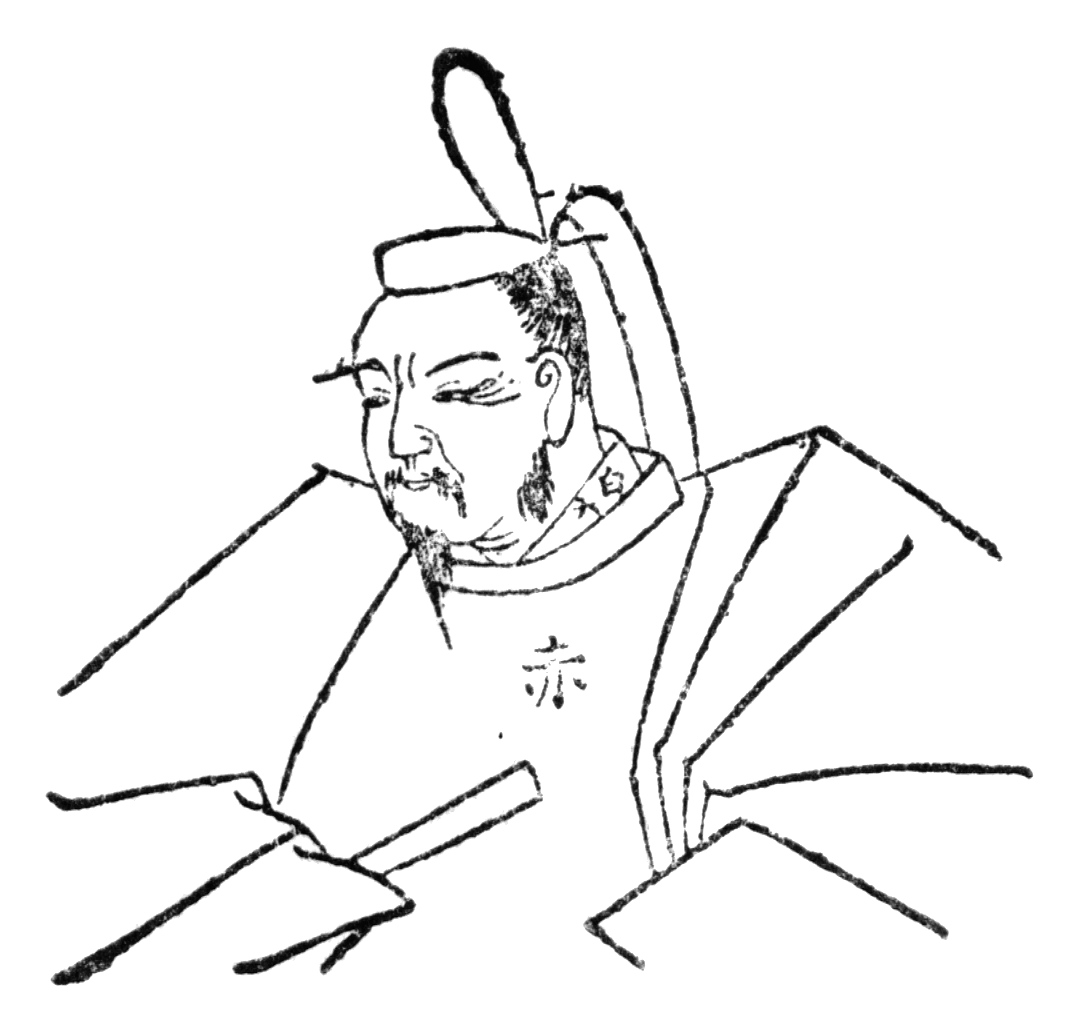
Ходзьо Токімаса — голова роду Ходзьо. Обіймав посаду сіккена від 1203 до 1205 року періоду Камакура

Після смерті Мінамото-но Йорітомо в 1199 року Ходзьо Токімаса став регентом (сіккен — «утримувач влади») при Йорііе, другому сьогуні. Таким чином, всередині вищої влади бакуфу виник податок дуальної системи імператорського правління. У ній також виникли два співправителя, пов'язаних родинними зв'язками по материнській лінії; при цьому реальне керівництво здійснював сіккен з дому Ходзьо, а сьогун з дому Мінамото володів лише представницькими функціями. Те, що в державі на перший план висунувся незнатний провінційний рід військових, було, мабуть, другою знаменною рисою першого сьогунату. З 1200 року до останніх днів Камакурського бакуфу представники будинку Ходзьо були головною правлячою силою. Можна вважати, що засновником будинку Ходзьо був сам Токімаса: хоча «Адзума кагамі» («Східне зерцало», друга половина XII ст.) зводив початок роду до Тайра-но Садаморі, інші джерела цього не підтверджують. Піднесенню роду Ходзьо в першу чергу сприяло одруження Мінамото-но Йорітомо з дочкою Ходзьо Токімаса. Коли після смерті Йорітомо сьогуном став Йорііе, він спробував керувати так само, як його батько, але наштовхнувся на опір матері і діда. Справа в тому, що Йорііе був одружений на дівчині з дому Хікі, другого будинку вірних соратників Йорітомо, і давнє суперництво родів Ходзьо і Хікі вийшло на поверхню. Справа закінчилася знищенням будинку Хікі і відстороненням, і вбивством Йорііе в 1204 році. Однак боротьба на цьому не закінчилася. Ходзьо Токімаса спробував зробити новим сьогуном сина другої дружини Йорітомо, але цьому завадили Масако, вдова Йорітомо і її брат Йосітокі. В результаті Токімаса був засланий в Ідзу, а сьогуном став Мінамото-но Санетомо — молодший син Йорітомо. Саме йому вдалося зміцнити владу бакуфу і покінчити на якийсь час з внутрішніми протиріччями.
Екс-імператор Готоба був прихильником співпраці двох політичних центрів. Офіційної реакції двору на те, що сьогуном став Санетомо, не було, але його одруження було сприйняте з натхненням. Дружина Санетомо була дочкою найближчого до Готоба придворного, що відразу зробило стосунки між сьогуном і екс-імператором дуже тісними. Готоба навіть запрошував бусі навчати його бойовим мистецтвам, отримав можливість особисто (а не через бакуфу) командувати власними воєнними загонами. Санетомо теж цілком задовольняло таке тісне єднання з імператорським двором. У ньому набагато сильніше, ніж в батька і брата, виявлялися риси хейанського аристократа. Він присвятив себе мистецтву, особливо поезії. Крім того, він надавав значення отриманню придворних посад. У 1218 році він став удайдзін — правим міністром. Однак радість його була недовгою: в 1219 році під час святкування з цієї нагоди Санетомо відвідав храм Цуругаока Хатімангу, де і був убитий. Він не залишив спадкоємців, і тому зі смертю третього сьогуна лінія Мінамото-но Йорітомо перервалася.
За рік до загибелі Санетомо, Ходзьо Масако і сіккен Йосітокі були стурбовані питанням вибору сьогунського наступника. Масако, відправившись в паломництво до храмів Кумано, відвідала столицю, де заручилася обіцянкою двору, що наступним сьогуном стане син Готоба. Сам Готоба в той час вбачав у цьому великі перспективи, оскільки він міг би виступати старшим в імператорському домі і по відношенню до імператора, і по відношенню до сьогуну, оскільки всі вони походили з одного імператорського роду. Але зі смертю Санетомо обставини різко змінились, і Готоба порушив свою обіцянку. Тоді сьогуном зробили хлопчика з дому Фудзівара, сина Кудзьо Мітііе малолітнього Мітора, що став 4-м сьогуном під ім'ям Йоріцуне.
Між двома системами влади виникли родинні зв'язки, що збереглися до кінця першого сьогунату. З подальших п'яти сьогунів один був з дому Фудзівара, а решта — із імператорського дому. Всі вони ставали сьогунами в дитячому віці, і їх міняли, відсилаючи назад в Хейан, як тільки вони досягали 25-30 років.

### Спроба повалення влади бакуфу
На жаль, в історичних джерелах немає ніякої інформації про те, що відбувалося з середини 1219 р. до весни 1221 р., коли Готоба в імператорському указі звернувся до бусі підняти зброю проти бакуфу. Можна тільки припустити, що однією з причин конфлікту стала відмова Готоба від своєї обіцянки, щодо передачі його синові поста сьогуна.
«Смута років Дзьокю» виявилася недовгою. На заклик Готоба відгукнулася лише невелика частина воїнів. Військо Камакура було більш численним і організованим. Воєнні дії не тривали й місяця, загони екс-імператора були повністю розбиті. Бакуфу покарало трьох екс-імператорів, які взяли участь в змові. Готоба був засланий на острів Окі, Цутімікадо — в Ава. Імператор Тюкьо, який не встиг пробути на троні і року (1221), повинен був відмовитися від нього.
Поразка мала величезне значення для імператорської влади. Система інсей втратила політичний вплив, екс-імператори втратили свої земельні володіння, які становлять значну частину загальної економічної бази імператорського дому. Правда, влада бакуфу формально зберегла багатополюсну систему влади, але політична вага її частин помітно змінилася — стала нерівномірною.

### Правління Худзьо Ясутокі

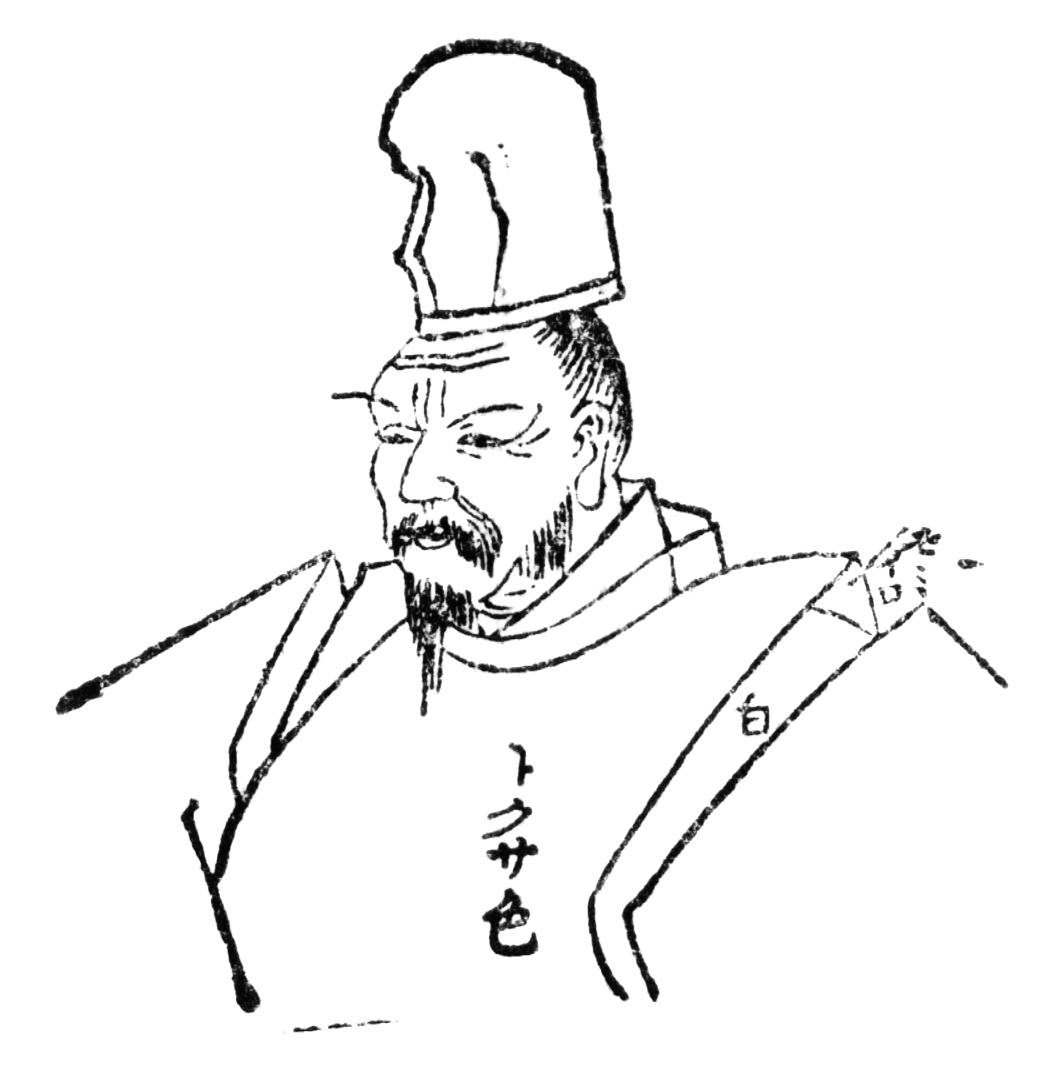
Ходзьо Ясутокі — 3-й сіккен сьоґунату Камакура (1224—1242)

У 1224 році помер 2-й сіккен Ходзьо, через рік померла Масако, і дім Ходзьо очолив Ясутокі, син Йосітокі, найвеличніший з регентів Ходзьо. Кітабатаке Тікафуса, який належав до супротивників Ходзьо, писав в «Дзінно сьотокі» («Історія правильної спадкоємності божественних монархів», 1339):
«Ясутокі керував державою віртуозно и прийняв суворі закони… Не тільки він сам знав своє місце, але і всі члени його дому, та і всі бусі в цілому, так що не було жодного серед тих, хто займав би високу посаду і мав високий ранг. Завдяки діяльності Ясутокі їх влада тривала 7 поколінь».
Однією з головних галузей діяльності Ясутокі була законодавча. З кінця періоду Хейан в державі існувало три юридичні системи: кугехо — закони, що використовувалися двором для регулювання внутрішніх відносин і для управління у володіннях аристократії; хондзьохо — закони власників сьоен, що діяли в межах володіння; букехо — закони, що визначали юридичне становище воїнів.
Для незнатного будинку Ходзьо створення зводу законів, заснованих на принципі дорі («розумності»), дозволяло обґрунтувати своє панівне становище. Тому в 1232 році був створений судовий кодекс бакуфу «Госейбай сікімоку» («Список законів, який визначає, що добре, а що погано»). Автором кодексу був Міьосі Йосіцура. Текст був написаний китайською мовою, передбачалося, що він буде використовуватися тільки вищим судом бакуфу і провінційними управліннями. Законодавство складалося з 51 статті і відрізнялося від попереднього зводу тим, що регулювало відносини тільки нової соціальної групи — воїнів, — а також введенням більш суворих покарань, розширенням прав жінок і посиленням батьківської влади.
Злочинами вважалися змова, вбивство, піратство, бандитизм, підробка, образа словом. За будь-який з перерахованих злочинів бусі міг втратити земельне володіння. Жінка за законодавством мала рівне з чоловіком право успадкування. У разі смерті голови дому-клану його місце займала дружина, в разі розлучення, якщо дружина вела доброчесний спосіб життя, чоловік був зобов'язаний повернути їй володіння, які вона мала до шлюбу. Батьківська влада посилювалася: батьки мали право вибору спадкоємця (правда, отримавши згоду бакфу, але якщо старший син помер, то така згода не потрібна). Всі ці правила вже існували у військовому середовищі, але тепер вони отримали законодавче оформлення.
Після смерті Ясутокі в 1242 році місце сьогуна зайняв його онук Ходзьо Цунетокі, який знаходився під великим впливом сьогуна Кудзьо Йоріцуне. І навіть коли сьогуна замінили його малолітнім сином Йоріцугу, політичні ускладнення в бакуфу не закінчилися: для сьогуната настав період нестабільності. У 1246 році влада бакуфу відстояла на зреченні імператора Госага. У тому ж році сіккен Цунетокі помер, і його місце зайняв його молодший брат Токійорі. У наступному, 1247 році відбулися події, що отримали назву «Міура-но ран» — «смута будинку Міура», — коли за владу схопилися Міура і Адат, два дома гокенін, найстаріших васалів Мінамото. В результаті Міура були розбиті, а гілка Ходзьо, до якої належав Токійорі, зміцніла, оскільки Адат тривалий час були зв'язані з Ходзьо шлюбними узами. Лише потім, настав спокійний час, який тривав до 60-х років. У 1252 році Мунетака, син екс-імператора Ґо-Саґа, став сьогуном — через 30 років те, про що мріяла Ходзьо Масако, нарешті справдилось.

### Подальша еволюція системи влади

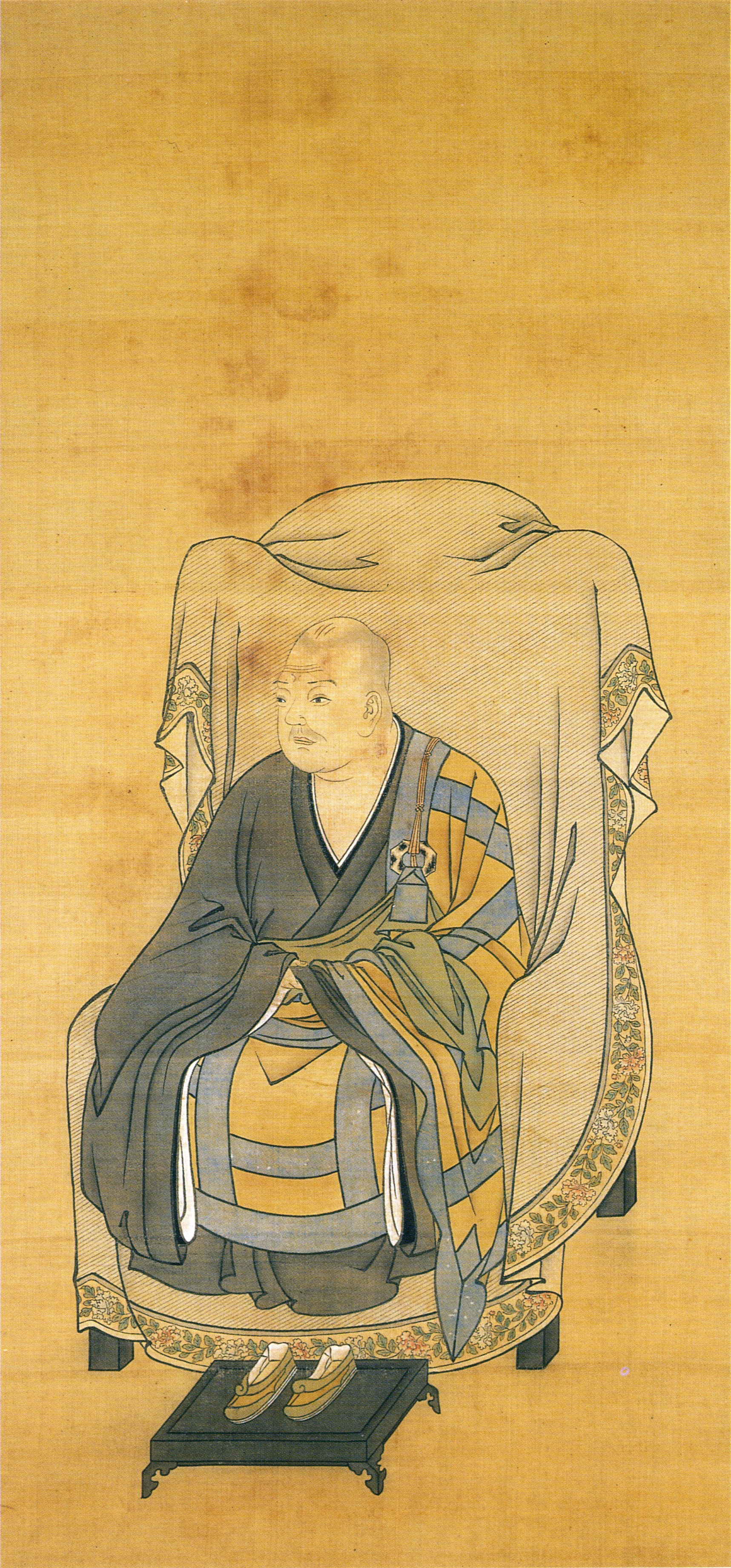
Ходзьо Токійорі — 5-й сіккен сьоґунату Камакура (1246—1256)

Навіть під час політичної нестабільності бакуфу продовжували займатися законодавчою і судовою діяльністю. В 1249 році було засновано хікіцукесю — відомство з розслідування справ за участю гокенін. У судових органах бакуфу накопичилося безліч невирішених суперечок з питань земельного володіння. Нове відомство прискорило процедуру, причому, як правило, рішення приймалися в інтересах гокенін. Очолювали нову структуру представники будинку Ходзьо. Цікаво, що 1246 року імператорській двір створив свій судовий орган Кьото хьодзьосю для вирішення земельних конфліктів, але, звичайно, в інтересах аристократії. Паралельне існування цих судових органів свідчило про подальший розвиток в Японії багатополюсної системи влади, що стала характерною рисою першого бакуфу. Японські історики називають її «кобу сейдзі» — «політика аристократії і військових». Основні інститути управління фактично дублювалися, однак обсяг влади кожного полюса був різним, і до 60-х р. XIII століття помітно змістився на користь військових — буке сейкен.
Можна сказати, що розквіт першого сьогунату закінчився зі смертю в 1263 році 5-го сіккен Ходзьо Токійорі. Тоді ж, в 60-ті роки почався новий етап в історії Камакура бакуфу. Головні зміни торкнулися економічної основи держави — сьоен (приватне провінційне землеволодіння придворних аристократів, буддистських монастирів і синтоїстських святилищ).

## Розвиток феодальної економіки
Протягом всього періоду існування Камакура бакуфу економічною основою обох полюсів влади — куге сейкен і буку сейкен — залишався сьоен. При цьому в першій половині XIII століття всередині сьоен, як і в японській державі, взаємодіяли дві системи управління.

### Земельна власність і земельні відносини
Після конфіскації земельних володінь в учасників Дзьокю-но ран стався перерозподіл землі. Не у всіх випадках він був відкритим, так як бакуфу через короткий час повернуло частину земель колишнім власникам (як буддійським монастирям, так і аристократам) за умови нової конфіскації при найменшій непокорі. Як уже згадувалося, в перші роки існування бакуфу в сьоен були призначені представники сьогуна — дзіто. Звичайно, між керуючими сьоен (рьосю) і новопризначеними дзіто були неминучі гострі суперечності, історія того часу наповнена конфліктами між дзіто і рьосю. Разом з тим, їх мирне співіснування в будь-якому окремо взятому сьоен теж не було винятком. І рьосю, і дзіто були зацікавлені в отримання максимальних доходів, адже тоді їх власна частка теж зростала. Маючи в значній мірі однакові інтереси, вони повинні були будувати відносини з селянами, збираючи щорічні податки і якимось чином ділити їх між собою.
До кінця XIII століття основними збирачами податків стали дзіто. Вони збирали фіксований податок (в кожному сьоен різний) і потім ділили його з власниками сьоен. Відповідальними за збір податку та виконання повинностей групами селянських господарств залишалися міцні господарі-мьосю. Тому і рьосю, і дзіто мали справу, в основному, з мьосю, позиції яких в сільській ієрархії все більш зміцнювалися.
У 20-30-x роках XIII століття в державі 5 разів змінювали назви ер правління в надії вийти з нескінченного циклу посух, голоду та епідемій. Друга ж половина XIII ст. ознаменувалася підйомом в землеробстві. В Японії почали знімати по 2 врожаї на рік. У джерелах того часу зустрічаються згадки про ранню і «міжсезонну» посадку рису — було відомо кілька сортів. Йшло розорювання нових полів, розширилося застосування тяглової худоби і добрив, майже повсюдним стало використання залізних землеробських знарядь. Землекористування стало більш інтенсивним, дохід з землі збільшився. Зростання сільськогосподарського виробництва стимулювало розвиток торгівлі, одиницею обміну в якій був рис і мідна монета.
Інтенсифікація землеробства, поява і розвиток ринків викликали зміни в структурі сьоен. У той час практично у всіх володіннях зросла кількість мьосю, збільшилося їх благополуччя, що змінило становище сільської громади в цілому: вона стала більш економічно захищеною. Дзіто і інші представники провінційної влади були зацікавлені в підтримці з боку мьосю, а ті в свою чергу — в військовому і політичному захисті.

### Розвиток ремесла і торгівлі
Як в сьоен, так і на державних землях, які перебували під контролем губернаторів провінцій, жили ремісники, які займалися виробництвом різних товарів. Вони будували будинки, робили землеробські знаряддя, посуд, фарбували тканини, виготовляли папір, парасолі і т. д. За це вони отримували земельні ділянки (зараз достовірно не відомо, обробляли вони їх самостійно, або просто отримували з цих земель частину врожаю).
Розмір ділянок залежав від розмірів володіння, в якому жив ремісник, і від його спеціальності. Зберігся документ 1255 року, згідно з яким губернатор провінції Іьо (о-в Сікоку) наділив землею ткачів, теслярів, фарбаря тканин, майстрів з виготовлення парасольок, паперу, виробів з міді. Всього було виділено 52 тьо землі. 25 тьо з них отримали ткачі, 5 тьо-теслі, всі інші від 3 до 4.5 тьо.
Потреби буддійських монастирів і столичної аристократії задовольнялися поставками з сьоен, які їм належали. Літопис монастиря Тодайдзі в Нара свідчить, що у 1250 році тільки з одного свого сьоен в провінції Тамба монастир отримав, крім рису та ячменю, кілька сортів паперу, тканини, фруктів, овочів, конопляну олію, гриби, сухі спеції, лак, ямс, ціновкі, дрова і ще близько десяти видів продуктів і виробів. Можна припустити, що з інших своїх володінь Тодайдзі отримував не менш широкий асортимент.
У XII столітті виникли дза, перші об'єднання ремісників. Цим словом (букв. «сидіти») спочатку називали місце на ринку, де ремісники однієї спеціальності продавали свої вироби, потім-корпорації, що об'єднували ремісників однієї професії, які мали монопольне право на виробництво і збут своєї продукції. У той час ремісник і купець ще були об'єднані в одній особі.
Перші ринки з'явилися поруч з великими монастирями, і тому отримали назву мондзенматі — «квартал перед монастирськими воротами». Ринки існували і в Хейанкьо, найбільшим з них був східний ринок Сакьо.
Перевезення рису та інших продуктів відбувалося, переважно водними шляхами. У місцях вивантаження рису, рисових складах — розвивалися мінатоматі («портові міста»). Нам відомо про існування портів Йодо і Кідзу на річці Йодо; Оцу, Імадзу і Сакамото -на озері Біва; і Хього — на узбережжі Внутрішнього Японського моря. Всі вони були орієнтовані на обслуговування величезного, на ті часи, столичного міста.
У мінатоматі базувалися тоімару — «перевізники вантажу з човном», свого роду торговці, транспортні агенти і довіренні особи власників сьоен. Спочатку їх функція полягала в доставці у столицю натурального податку, зібраного на землях, з власником яких вони перебували в васальних відносинах. Однак з часом утворився своєрідний ринок послуг тоімару, і вони стали обслуговувати власників сьоен або керівників провінцій, чиї володіння перебували на шляху їх слідування. Поступово тоімару акумулювали в своїх руках значний капітал і склали найбільш активну частину торгового населення зростаючих японських міст.
Крім торгово-ремісничих корпорацій — дза, існували об'єднання постачальників продуктів. Вони були розділені на кілька категорій залежно від того, яку частину японського «істеблішменту» тих років вони обслуговували, і від кого отримали монопольне право на поставку продуктів чи виробів. Серед них були постачальники імператорського двору (кугонін), синтоїстських храмів (сіндзін), буддійських монастирів (бодзін), самурайських сімей (кодзін). Кугонін були одними з перших, хто почав продавати товар на ринку. Спочатку вони продавали тільки надлишок, після того як виконували свою повинність, однак поступово вони ставали все більш незалежними у своїй діяльності.
Ранні японські міста (Фудзівара, Нара, Кіото, Камакура) створювалися як політичні та релігійні центри. В XIV столітті в більшості володіннях і монастирях на перехрестях доріг і водних шляхах виникли невеликі, до 1000 жителів, поселення нового типу — фуцука іті. У них 2, 12 і 22 числа кожного місяця торгували ринки, які і становила економічну основу життя їх мешканців.
В період Камакура бакуфу виникло також близько 30 сюкубаматі — містечок, що створювалися навколо заїжджих дворів на дорозі Токайдо, що з'єднувала Хейан і Камакура. Ще однією популярною трасою була Саньодо, яка з'єднувала Хейан і Хаката, де виросло близько 15 сюкубаматі.

### Поширення грошового обігу
Новою рисою економічного життя країни в даний період був розвиток грошових відносин. І знать, і влада бакуфу визнали, що монети були більш зручним еквівалентом обміну, ніж рис або тканини. Після невдалих спроб періоду Нара ввести грошовий обіг «зверху». Воно стало розвиватися саме по собі, не дивлячись на заподіяні перешкоди цьому процесу.
Справа в тому, що з встановленням торговельних відносин з сунським Китаєм звідти, поряд з рідкісними, вишуканими товарами для «вищого» товариства, в Японію стала ввозиться мідна монета. Китайці намагалися боротися з цим, і в 1199 році в Китаї був виданий указ, який забороняв експорт монет в Японію, а в 1254 р. кількість японських кораблів, яким дозволялося заходити в китайські порти, була обмежена до п'яти на рік. Однак все було марно. Кількість монет, які вивозилися в Японію тільки зросла.
В результаті розвитку грошового обігу в Японії з'явилася нова категорія населення — лихварі (касіаге). Активно позичали гроші під відсоток багаті торговці, тоімару портових міст, а також сансо — ченці монастиря Енрякудзі. Ченці ставали лихварями, оскільки отримували великі доходи від сьоен, а також жертви прихожан в грошовому еквіваленті.

### Економічні наслідки монгольської навали

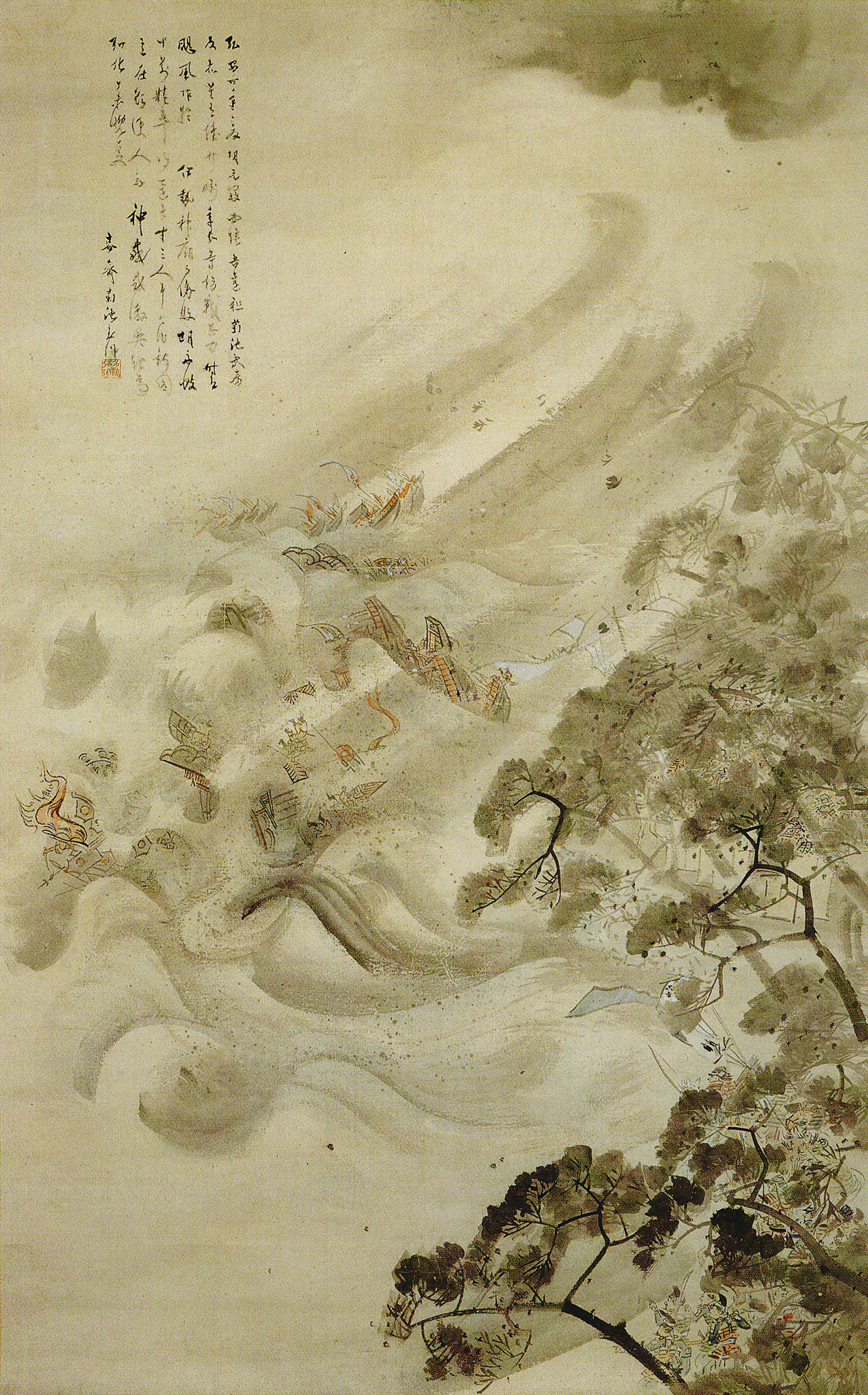
«Монгольські вторгнення до Японії» (Кікуті Йосай, 1847). Кораблі нападників розбиває божественний вітер камікадзе.

Монгольська навала на Японії — дворазове вторгнення флотів і армій монгольсько-китайської імперії Юань та її васальної корейської держави Корьо у другій половині XIII століття до Японії.
Перша експедиція відбулася у 1274 році, отримавши назву «похід року Бун'ей», а друга — у 1281 році, що відома під назвою «похід року Коан». Обидві кампанії монголів закінчилися провалом завдяки витривалості японських захисників та «божественним вітрам» камікадзе — тайфунам, що понищили експедиційні флоти нападників.
Ця перемога остров'ян поклала край зазіханням материкових держав на Японський архіпелаг і сприяла укріпленню у свідомості керівників та духовних осіб японського суспільства ідеї про богообраність Японії.
Заходи по обороні Японських островів 70-80-х років XII ст. сприяли розвитку економіки країни. Зміст виданих Ходзьо «Токусей рей» 1284 і 1293 рр., опосередковано вказує на значну економічну роль торговців і лихварів, які купували і приймали в заклад землю у гокенін, оскільки головним змістом цих законів був захист економічного становища військового стану.
Ще одним наслідком монгольської загрози була активізація японських піратів (вако), що було побічно пов'язане з залученням бусі прибережних районів до морської службі. Опинившись не при справах після відбиття монгольської навали, японські мореплавці не повернулися до сухопутного життя. Двопалубні, стійкі, забезпечені компасом японські кораблі, виготовлені спеціально для боротьби з монголами, стали з'являтися біля східного узбережжя Китаю, біля берегів Філіппін і Індонезії. Японські пірати не обмежувалися грабунком, але, фактично, здійснювали значний обсяг зовнішньоторговельної діяльності. Саме з їх допомогою Японія в той час вивозила рис в країни Південно-Східної Азії, і ввозила з Китаю мідну монету, тканини, порцеляну.
Важливим наслідком боротьби з монголами було порушення економічної рівноваги між двома частинами країни — південним заходом і північним сходом. Кошти, вкладені в оборону південних районів, економічно посилили місцеві військові будинки, а військові сили, які опинились в їхньому розпорядженні збільшили їх могутність. Крім того, зростання піратської торгівлі сприяв посиленню і збагачення торгово-ремісничого стану і місцевих сюго.
Період Хейан був ознаменований «закриттям» (хоча і неповним) Японії від зовнішнього світу. Тоді в японському суспільстві йшов процес переосмислення культурних запозичень і створення основ національної культури. На противагу йому період першого бакуфу — час не тільки більш відкритого для зовнішніх впливів суспільства, але і першої в японській історії загальнодержавної небезпеки іноземної навали. В результаті японська держава знову стала активним суб'єктом військово-політичних і економічних відносин на Далекому Сході.

## Занепад сьогунату Мінамото
У 1333 році війська Асікага Такаудзі і Нітти Йосісада знищили сьогунат Мінамото і владу Ходзьо. Останній регент Ходзьо Такатокі (1303—1333), дотримуючись кодексу самурая, покінчив життя самогубством. Але дане явище — занепад, достатньо складний та багатофакторний процес, який потребує фундаментального аналізу.

### Утворення двох гілок імператорського дому

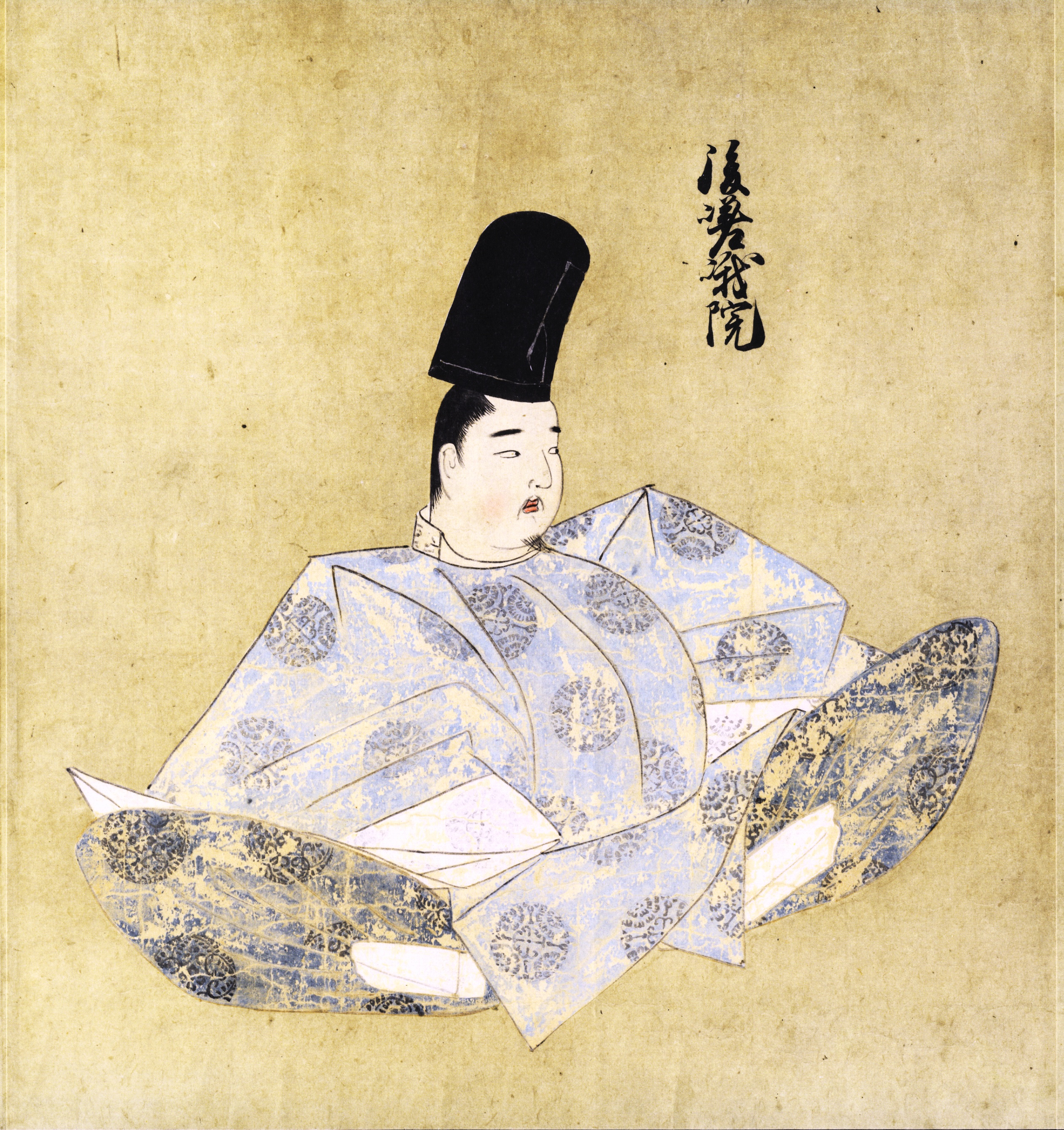
Імператор Ґо-Саґа — 88-й Імператор Японії, синтоїстське божество. Роки правління: 21 лютого 1242 — 16 лютого 1246

Питання про порядок престолонаслідування загострилося в 1272 році, після смерті екс-імператора Ґо-Саґа. Пряме правління Ґо-Саґа було короткочасним (1242—1246), але як імператор, який відрікся, він стояв на чолі імператорського роду і впливав на політичну ситуацію в державі протягом майже 30 років. Відносини двору і бакуфу в той час були спокійними, а після того, як в 1252 році син Ґо-Саґа Мунетака став сьогуном-майже родинними.
Ґо-Саґа найбільше любив 4-го сина, майбутнього імператора Камеяма, якого зробив спадкоємцем старшого сина Гофукакуса. Він також спробував закріпити передачу трону, по його лінії, визначивши, що наступним спадковим принцом буде син Камеяма. Однак він так і не ухвалив рішення, хто з його синів очолить імператорський будинок.
Після смерті Ґо-Саґа влада бакуфу, бажаючи зберегти хороші відносини з імператорським двором, звернулися до овдовілої імператриці з питанням про останнє бажання Ґо-Саґа. Потім на підставі її слів главою імператорського дому був оголошений наймолодший імператор Камеяма.
Вперше з ХІ століття правлячий імператор виявився більш значимою фігурою, ніж екс-правитель. Це положення змінювало усталене правило, що очолювати імператорський будинок міг тільки екс-імператор, і означало не що інше, як передачу політичної влади правлячому імператору.
У 1274 році Камеяма відрікся на користь свого сина Гоуда, що викликало крайнє невдоволення Гофукакуса. Бакуфу на цей раз втрутився, запропонувавши Камеяма усиновити племінника і зробити его наслідним принцом. Камеяма змушений був погодитися.
У 1285 році Камеяма видав кілька указів, в яких, зокрема, регулювалися правила поведінки всередині і поза імператорського палацу. Одночасно з'явився указ, що дозволяв передачу земель буддійських і синтоїстських храмів іншим храмам або приватним особам, що означало юридичне визнання процесів купівлі-продажу землі, що відбувалися в реальному житті. Крім того, Камеяма реформував судову систему куге, максимально наблизивши її до системи бакуфу.
У 1287 році бакуфу зажадало зречення імператора Гоуда і зведення на трон сина екс-імператора Гофукакуса. Причиною такого рішення було звинувачення Камеяма в підготовці змови проти бакуфу. Ймовірно, чутки були інспіровані прихильниками Гофукакуса в імператорському дворі. Гоуда був змушений відректися, і на трон був зведений Фусімі, син Гофукакуса; останній же очолив імператорський будинок. У 1290 році за ініціативою бакуфу син Фусімі був проголошений спадковим принцом, а син Гофукакуса-Хісаакіра-сьогуном. Імператор Фусімі продовжив реформувати систему управління двору. Однак його діяльність була перервана вимушеним зреченням в 1298 році, викликаним інтригами, подібними з тими, що змусили відректися Камеяма. На трон був зведений Гофусімі, а спадковим принцом проголошений син Гоуда, онук Камеяма. З цього моменту бакуфу начебто вирішило стежити за послідовністю успадкування двох імператорських гілок по лініях Гофукакуса і Камеяма. Так, в 1301 році Гофусімі змушений був зректися, і в порядку встановленої черговості на трон був зведений Гонідзьо, а спадковим принцом був проголошений молодший брат Гофусімі-Ханадзоно.
Гілка, яка веде початок від Камеяма, отримала назву Дайкакудзі (за назвою резиденції Гоуда), а гілка, що веде початок від Гофукакуса, стала називатися Дзімьоін (за назвою резиденції Фусімі). Кожна з гілок мала понад 100 сьоен. Згодом бакуфу розділило всі сьоен імператорського дому порівну між обома гілками.
Антагонізм всередині імператорського дому знайшов вираз і в їх релігійній приналежності. Так, Дайкакудзі були прихильниками сунського конфуціанства, дзен-буддизму і китайського стилю в каліграфії, в той час як Дзімьоін воліли хейанською культурною традицією і в літературі, і в каліграфії, і в буддизмі. Усередині придворної аристократії, крім двох більших таборів, постійно виникали конкуруючі між собою групи, які підтримували різних можливих претендентів на трон.

### Сходження на престол Ґо-Дайґо

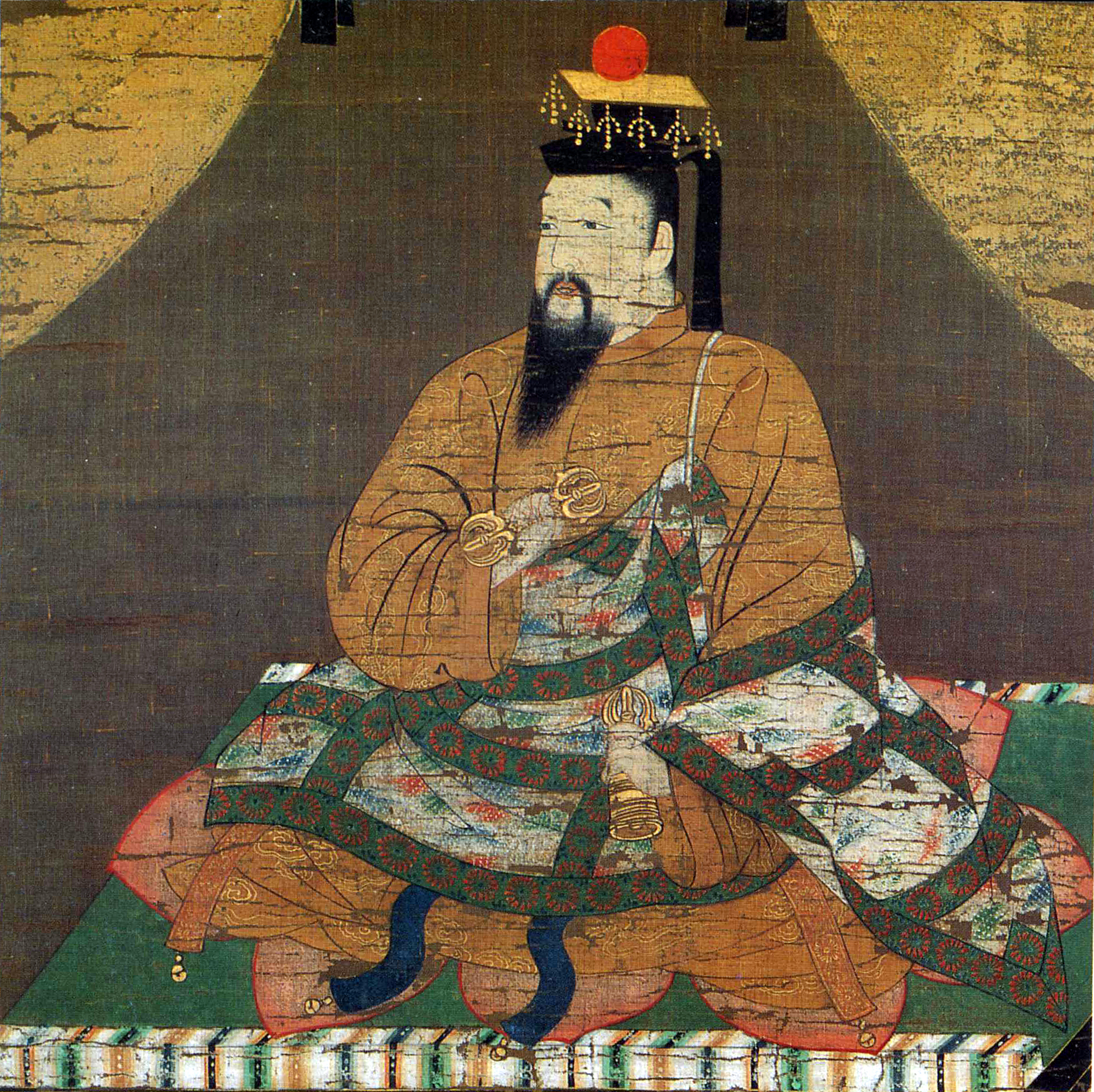
Імператор Ґо-Да́йґо — 96-й Імператор Японії, синтоїстське божество, 1-й Імператор Південної династії. Роки правління: 29 березня 1318 — 18 вересня 1339

У цій атмосфері безперервних інтриг бакуфу в 1317 році зажадало зречення імператора Ханадзоно, і зведення на престол Ґо-Дайґо, та проголошення спадковим принцом Куніьосі. Таким чином, представники Дайкакудзі зайняли всі вищі щаблі ієрархії імператорського будинку, на чолі якого став екс-імператор Гоуда, батько Ґо-Дайґо. Після смерті екс-імператора Фусімі другорядне положення Дзімьоін ускладнилося відсутністю глави гілки.
Тоді ж бакуфу видало указ, який регулював порядок престолонаслідування. Згідно з ним, після вступу принца Куніьосі на трон, спадковим принцом повинен був бути проголошений син Гофусімі — принц Кадзухіто (майбутній імператор Когон). Крім того, правління кожного імператора не повинно було перевищувати 10 років, а Ґо-Дайґо не повинен був намагатися зберегти трон довше покладеного.
Ґо-Дайґо зійшов на трон в 1318 році. Йому був тоді 31 рік, він був енергійний і мав чіткі політичні цілі. Ґо-Дайґо прагнув покінчити з системою раннього зречення імператорів, ліквідувати систему інсей з усіма її інститутами, зосередити владу в руках імператорського дому. Обмеження, введені бакуфу, тільки затвердили його в правильності обраного шляху-відродити найкращий час японської державності, який, на його думку, доводився на роки правління імператора Дайго (897—930).
У 1321 році екс-імператор Гоуда відійшов від справ, передавши свої права Ґо-Дайґо. У тому ж році поміняли назву ери правління — Генко, — що підкреслювало серйозність наміру імператора встановити новий тип влади. Ґо-Дайґо оточив себе високоосвіченими людьми: Йосіда Садафуса і Кітабатаке Тікафуса, що належали до Дайкакудзі, а також менш знатними, але не менш знаючими і освіченими Хіно Сукетомо і Хіно Тосімото. Паралельно Ґо-Дайґо прагнув зміцнити економічну основу імператорського дому, вперше ввівши в 1322 році податок з виробників саке в Кіото. Однак основні зусилля імператора були спрямовані на боротьбу з бакуфу.
У 1311 після смерті Садатокі на чолі будинку Ходзьо став його 9-річний син Такатокі, сіккен з 1316 р. В історичній традиції про нього збереглася думка як про безхарактерного, навіть недоумкуватого хлопця, що, мабуть, і пояснює той факт, що головною фігурою в бакуфу став Нarасакі Такасуке, представник міутібіто. Усередині бакуфу розгорілася боротьба за владу, що посилилася після відставки Такатокі у 1326 році, і звільнення поста сіккен.
Погіршували внутрішнє становище акуто — «погані загони». Це поняття існувало протягом усього першого бакуфу і включало в себе як розбійників, крадіїв, бродяг, так і групи дрібних і середніх землевласників, які виступали проти місцевої влади в сьоен. Якщо перші, бродили по містах невеликими групами, які займалися крадіжками, азартними іграми, любили виділятися в натовпі дивним одягом, доставляли бакуфу порівняно невеликі неприємності, то другі, добре організовані і озброєні, з кінця XI століття стали представляти реальну небезпеку. Ймовірно, це було одним з проявів протиріччя двоїстої структури управління, коли на провінційному рівні влада була в руках представників бакуфу, а на рівні земельних володінь — аристократії, монастирів, і храмів, і в меншій мірі самураїв.

### Повалення влади бакуфу
Останній спалах активної внутрішньої політики бакуфу відносився до 1318 року, коли воно намагалося навести порядок в західних провінціях областей Саньо і Нанкай, віддавши розпорядження місцевим сюго і гокенін зруйнувати укріплення акуто в їх провінціях. Було зруйновано понад 20 укріплень, більшість акуто вбиті. Але спокій був короткочасний. У той же час бакуфу зобов'язало гокенін, що мали володіння по узбережжю Внутрішнього Японського моря, охороняти найбільш важливі порти від піратів. Проте слабкість влади бакуфу проявилася, коли на півночі Хонсю спалахнула громадянська війна в домі Андо, а армія виявилася не в змозі впоратися з цими труднощами.
Ґо-Дайґо же збирав сили. На чолі буддійської школи Тендай став син Ґо-Дайґо — Морінага, тим самим забезпечивши батькові підтримку цієї найсильнішої релігійної організації, що володіла озброєними загонами ченців. Хіно Сукетомо і Хіно Тосімото вели переговори з главами формувань акуто в районі Кінай. Все-таки в 1324 році змову, яку готували противники Ходзьо, було розкрито. Спрямовані в Кіото загони військових домів Токі і Тадзікі з провінції Міно були атаковані загоном рокухара тандай, бунтівні командувачі вбиті, а найближчі сподвижники Ґо-Дайґо — Хіно Сукемото і Хіно Тосімото арештовані. Ці події увійшли в історію під назвою Сьотю-но хен — «заворушення років Сьотю». Імператорський двір зробив все можливе, щоб відвести підозру від Ґо-Дайґо, але все одно він позбувся одного зі своїх найближчих сподвижників Хано Сукетомо, якого звинуватили в керівництві змовою проти бакуфу і заслали на о-в Садо.
У 1331 році була розкрита друга змова проти бакуфу. Імператор був змушений покинути Кіото і сховатися на горі Касагі, а в провінції Каваті проти бакуфу виступив Кусунокі Масасіге, який укріпився в фортеці Акасака. Годайго був заарештований і відправлений на заслання на о-в Окі. Проте, незважаючи на тиск бакуфу, він відмовився від відречення. Але, бакуфу все ж організували церемонію зведення на трон принца Кадзухіто з Дзімьоін під ім'ям імператора Когон.
Морінага, син Ґо-Дайґо, розсилав по всій країні укази від імені засланого імператора, в яких закликав військові дома виступити проти влади Ходзьо. Кусунокі Масасіге, будучи талановитим воєначальником, постійно доставляв великі неприємності бакуфу партизанськими діями. На Косю проти Ходзьо виступив Кікуті Такетокі, а в Харіма — Акамацу Норімура. Все більше самурайських будинків вставало на сторону Годайго, що забезпечило йому можливість в 1333 році покинути місце заслання і сховатися у Нава Нагатосі в провінції Хокі.
У той час прихильники Ґо-Дайґо вже контролювали західні провінції. На чолі армії бакуфу, яка виступила проти повстанців, був Асікага Такаудзі. Рід Асікага походив від Мінамото, і традиційно мав міцне становище при Ходзьо, але Такаудзі дуже давно був незадоволений політикою Ходзьо, зокрема, висуванням на перший план в структурах влади бакуфу міутібіто. Тому він перейшов на бік Ґо-Дайґо.
Рокухара тандай разом з імператором Когон і його двором бігли в Камакура, однак по дорозі потрапили в оточення акуто. Багато прихильників бакуфу наклали на себе руки, а імператора повернули в столицю. Тоді ж Нітта Йосісада з провінції Кодзуке атакував Камакура. Місто було спалене. Безліч представників будинку Ходзьо і міутібіто наклали на себе руки. На Кюсю війська родів Муто і Отомо провели успішну операцію проти тіндзей тандай. Ґо-Дайґо повернувся в Кіото. Імператор Когон відрікся. Ґо-Дайґо знову став імператором. Так завершилося існування першого сьогунату Мінамото, а з ним і періоду Камакура.